# Abbotsford

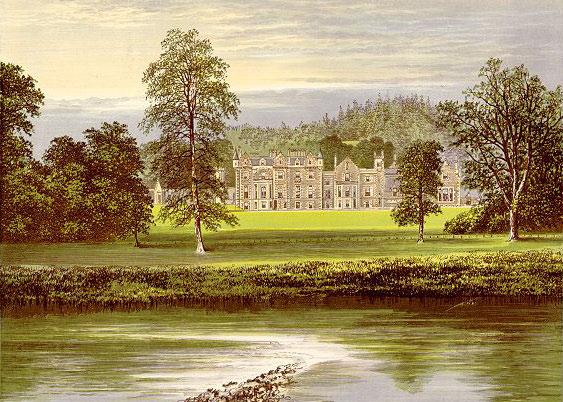
Abbotsford House, 1880

Abbotsford ist ein historisches Haus fünf Kilometer westlich von Melrose in der Scottish Borders Council Area im Süden Schottlands. Es liegt am Südufer des Flusses Tweed. Erbaut wurde es für den schottischen Schriftsteller Walter Scott, der es Abbotsford nannte, weil Land und Furt (englisch ford) einst den Äbten (englisch abbots) von Melrose gehörten.
Unter Abbotsford-Stil versteht man heute geschnitzte viktorianische Eichenmöbel, die durch das Mobiliar der Bibliothek von Abbotsford populär geworden waren.

## Baugeschichte
Der Kern des Anwesens war eine kleine Farm (0,4 km²) namens Cartleyhole, die scherzhaft auch Clarty Hole (Schlammloch) genannt wurde. Scott kaufte sie 1811 von Reverend Robert Douglas of Galashiels, nachdem sein Mietvertrag des Nachbarhauses Ashestiel ausgelaufen war. Durch mehrere Zukäufe, zuletzt im Jahre 1817 von Toftfield (später in Huntlyburn umbenannt), erweiterte er die Fläche des Anwesens auf rund 5 km² und pflanzte darauf Bäume an. Die Gebäude des ursprünglichen Bauernhofes gestaltete er durch Umbauten und erhebliche Erweiterungen bis zum Jahre 1824 nach und nach zum Herrenhaus Abbotsford House um, wobei er viele Skulpturen aus schottischen Burgruinen und Abteien in die Wände einbaute. Für die Errichtung dieses Hauses zog er unter anderem Edward Blore und Daniel Terry zu Rate, beaufsichtigte aber die Planung und die Bautätigkeiten an dem Gebäude persönlich, wobei er als Architekten William Atkinson erwählte. Er richtete eine große Bibliothek ein und sammelte Antiquitäten, Gemälde, Waffen sowie andere Relikte und Kuriositäten, die besonders mit der schottischen Geschichte verbunden waren, zum Beispiel den Eingang des alten Tolbooth in Edinburgh.
Der Grundriss von Abbotsford House ist ein Parallelogramm mit unregelmäßigen Konturen. Eine Seite überblickt den Tweed. Das Haus ist im Stil des frühen Scottish Baronials errichtet. Eine Beschreibung des Gebäudes zu Lebzeiten Walter Scotts gab Washington Irving in Abbotsford and Newstead Abbey (London 1835).

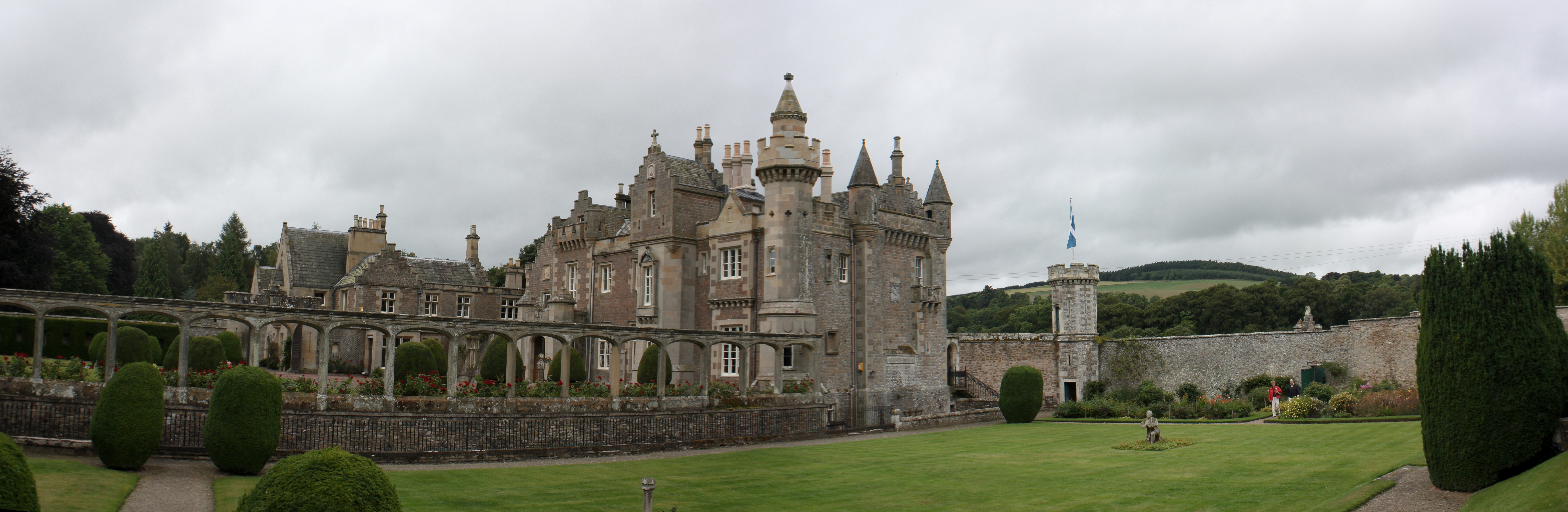
Abbotsford, von den Gärten aus gesehen.

Abbotsford ist als Kategorie-A-Denkmal geschützt. Des Weiteren wurde es 1987 in das Inventory of Gardens and Designed Landscapes in Scotland aufgenommen.

## Besitzgeschichte

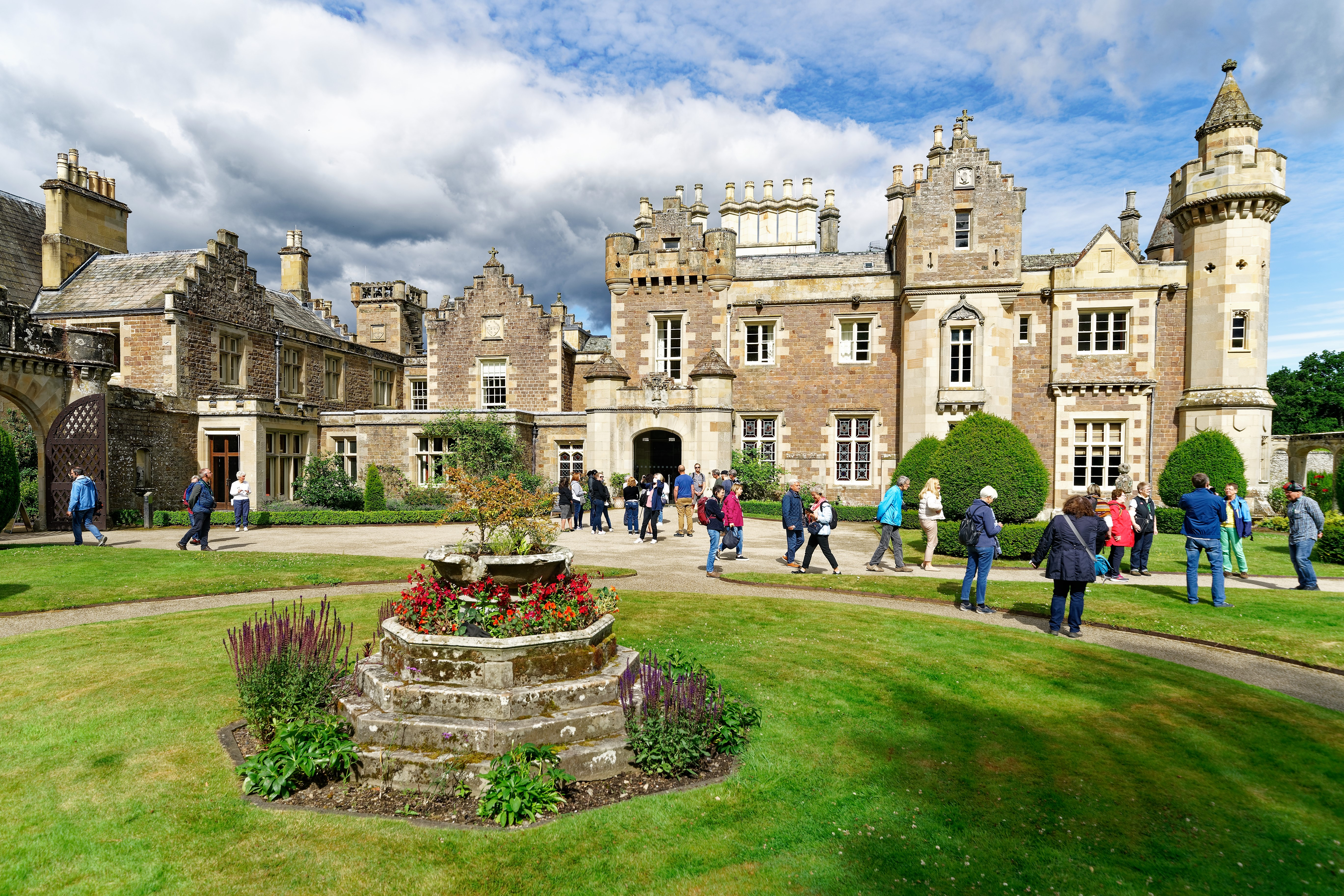

Nach der Fertigstellung des Gebäudes im Jahre 1824 hatte Scott gerade ein Jahr in seiner Residenz gelebt, als er in eine schwere finanzielle Krise geriet. Zwar hatte er das Eigentum an der Immobilie bereits an seinen Sohn Walter übertragen, aber sein vorbehaltenes Wohnrecht, die wertvolle Bibliothek und Sammlung und Scotts sonstiges Vermögen gerieten unter Treuhandverwaltung. Wegen Scotts tatkräftigen Aktivitäten zur Schuldenabtragung gaben die Gläubiger 1830 die Bibliothek und das Museum frei. 1832 starb der Dichter in Abbotsford. 1847 konnte durch den Verkauf der verbliebenen Urheberrechte an Scotts Werken an den Buchhändler Robert Cadell der Besitz vollkommen entschuldet werden.
Scotts einziger Sohn Walter lebte nie in dem Haus. Er diente beim Militär und starb 1847 kinderlos auf der Heimreise von Indien. Mit seinem Ableben erlosch der auf Abbotsford gegründete Baronetstitel der Familie. Das Besitztum fiel dann an Scotts Enkel Walter Scott Lockhart (1826–1853) und nach dessen frühem Tod an dessen jüngere Schwester Charlotte Harriet Jane Hope-Scott, geb. Lockhart (1828–1858). Sie war mit James Hope-Scott (1812–1873) verheiratet, der 1855 einen südlichen Flügel an Abbotsford House anbauen ließ. Charlotte Harriet Jane Hope-Scott, die zum Katholizismus übergetreten war, starb bereits am 26. Oktober 1858 mit Hinterlassung einer einzigen Tochter Mary Monica Maxwell-Scott (1852–1920), während deren Minderjährigkeit Abbotsford einem katholischen Verein zur Errichtung eines Fräuleinstifts überlassen wurde. Nach dem Tod ihres Vaters 1873 erbte sie das Anwesen. Dieses wurde noch bis ins 21. Jahrhundert von Scotts Nachkommen bewohnt. Um die Bewahrung des Hauses und der darin befindlichen Sammlungen auf Dauer und für die Öffentlichkeit zu sichern, wurde es nach dem Tod von Jean Maxwell-Scott (2004) von den Erben auf den zu diesem Zweck gegründeten gemeinnützigen Abbotsford Trust übertragen.
Nach dem Haus wurde der „Abbotsford Club“, ein Nachfolger der Bannatyne und Maitland Clubs, benannt. Dieser wurde von W.B.D.D. Turnbull 1834 zu Ehren Walter Scotts gegründet, um historische Werke, die mit seinen Schriften verbunden waren, zu drucken und zu veröffentlichen. Die Veröffentlichungen gab es von 1835 bis 1864.

Der Garten von Abbotsford
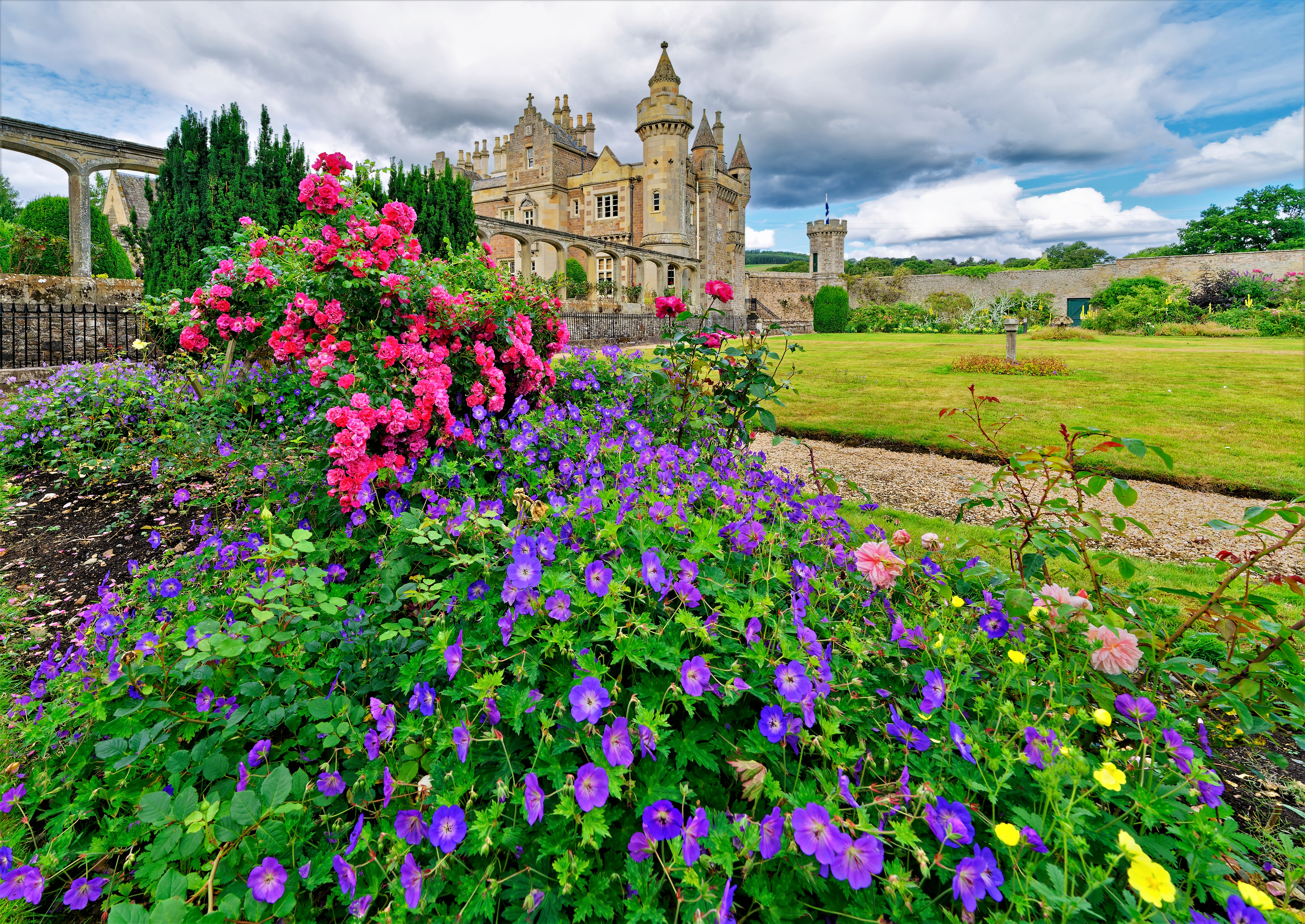
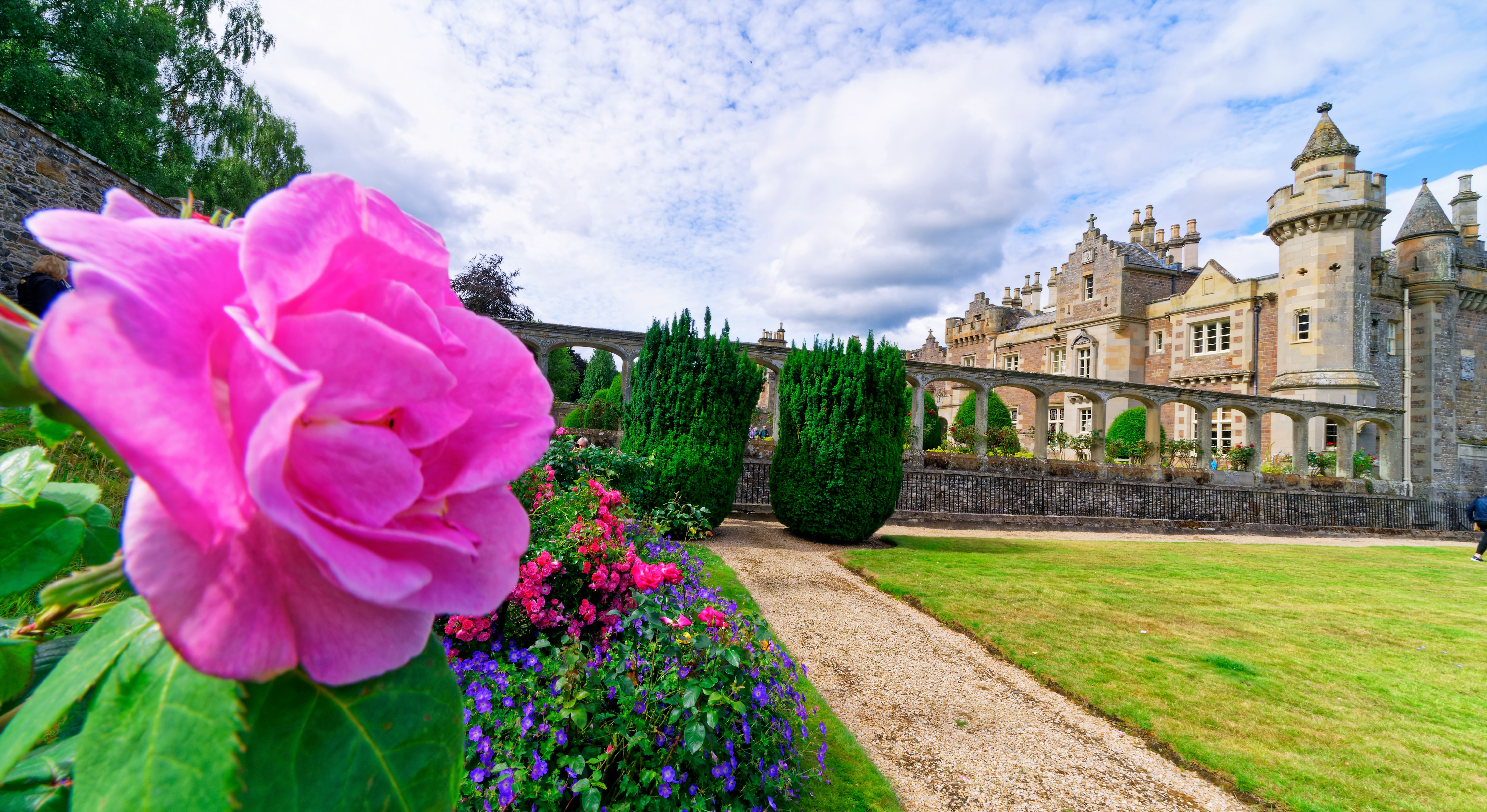
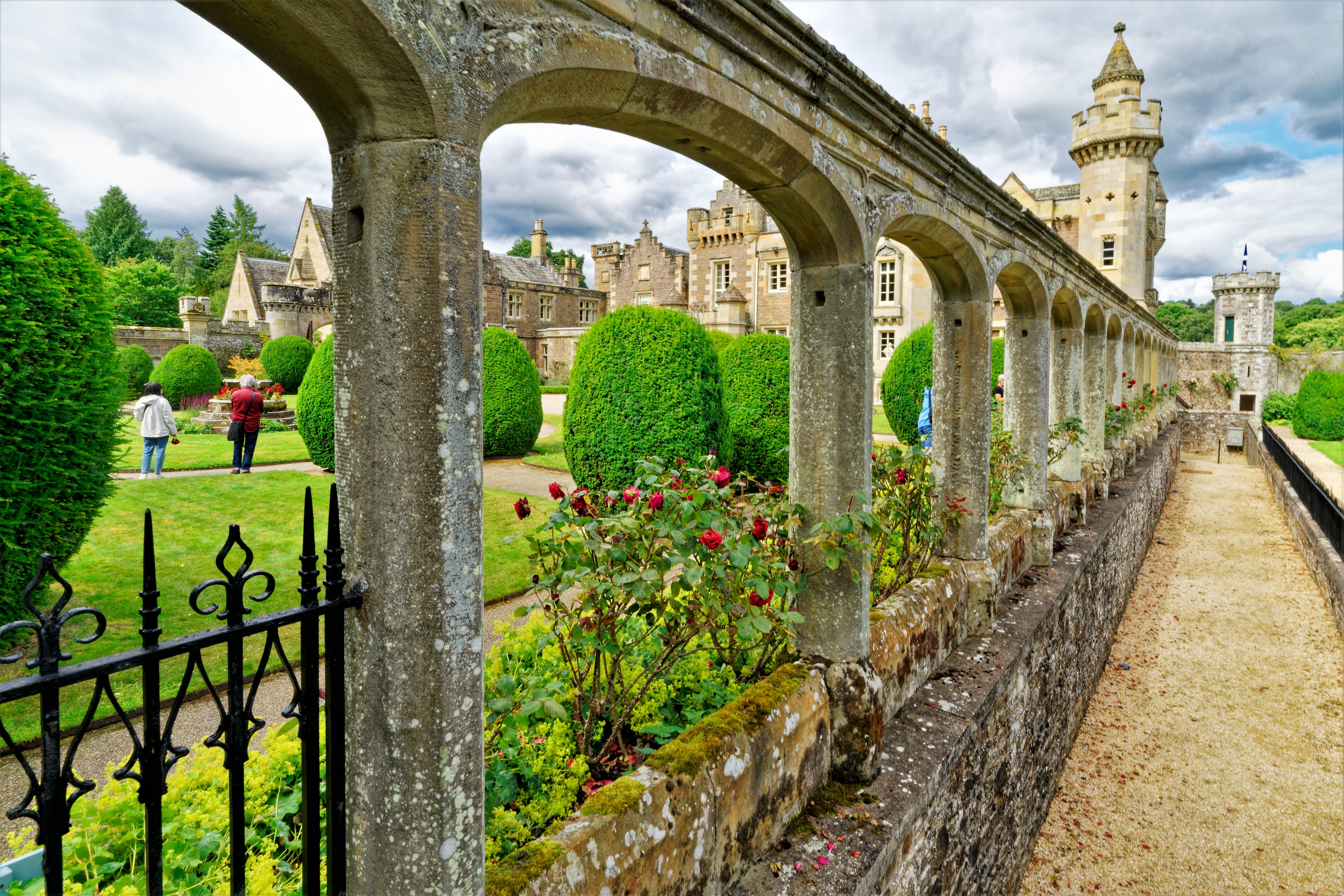
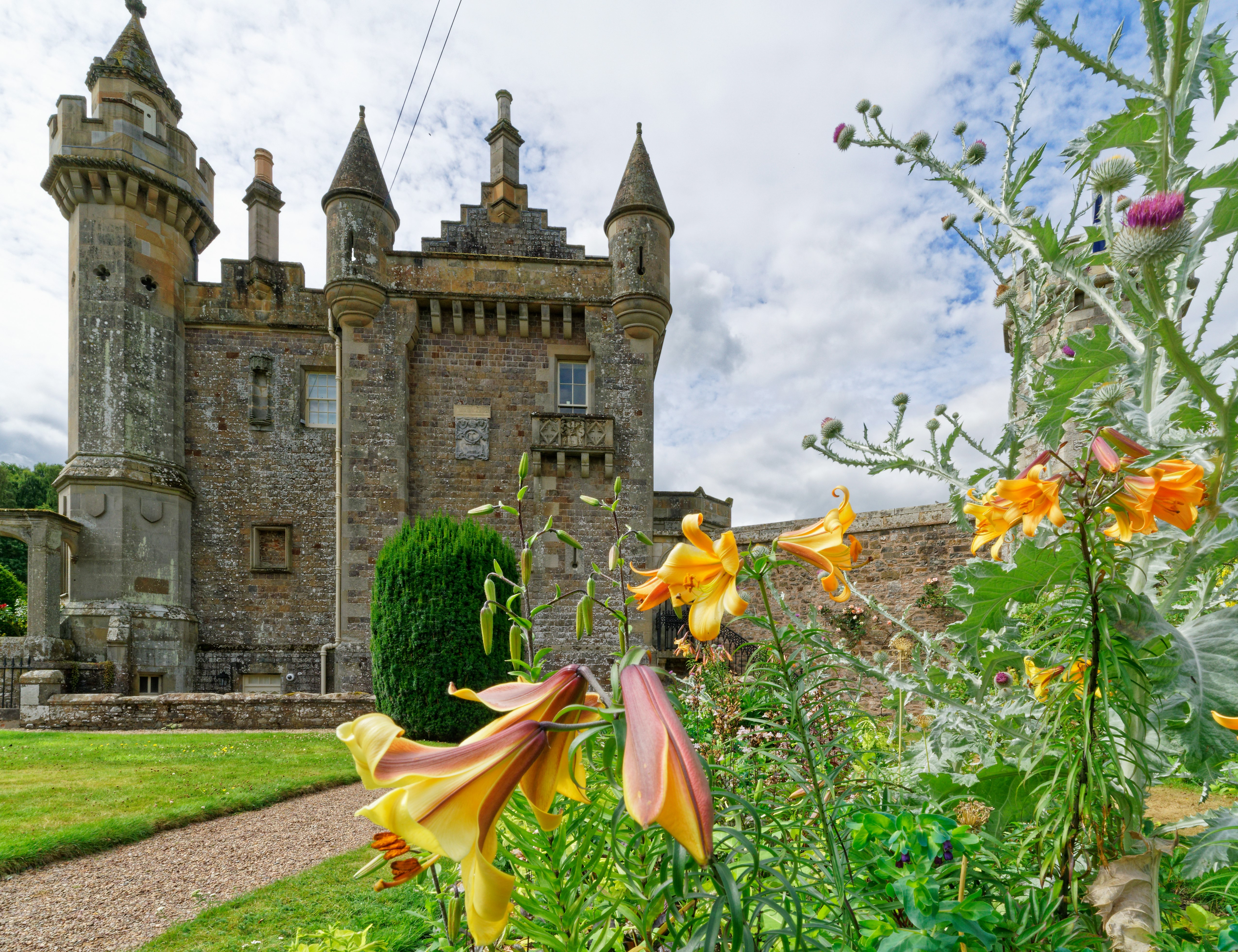
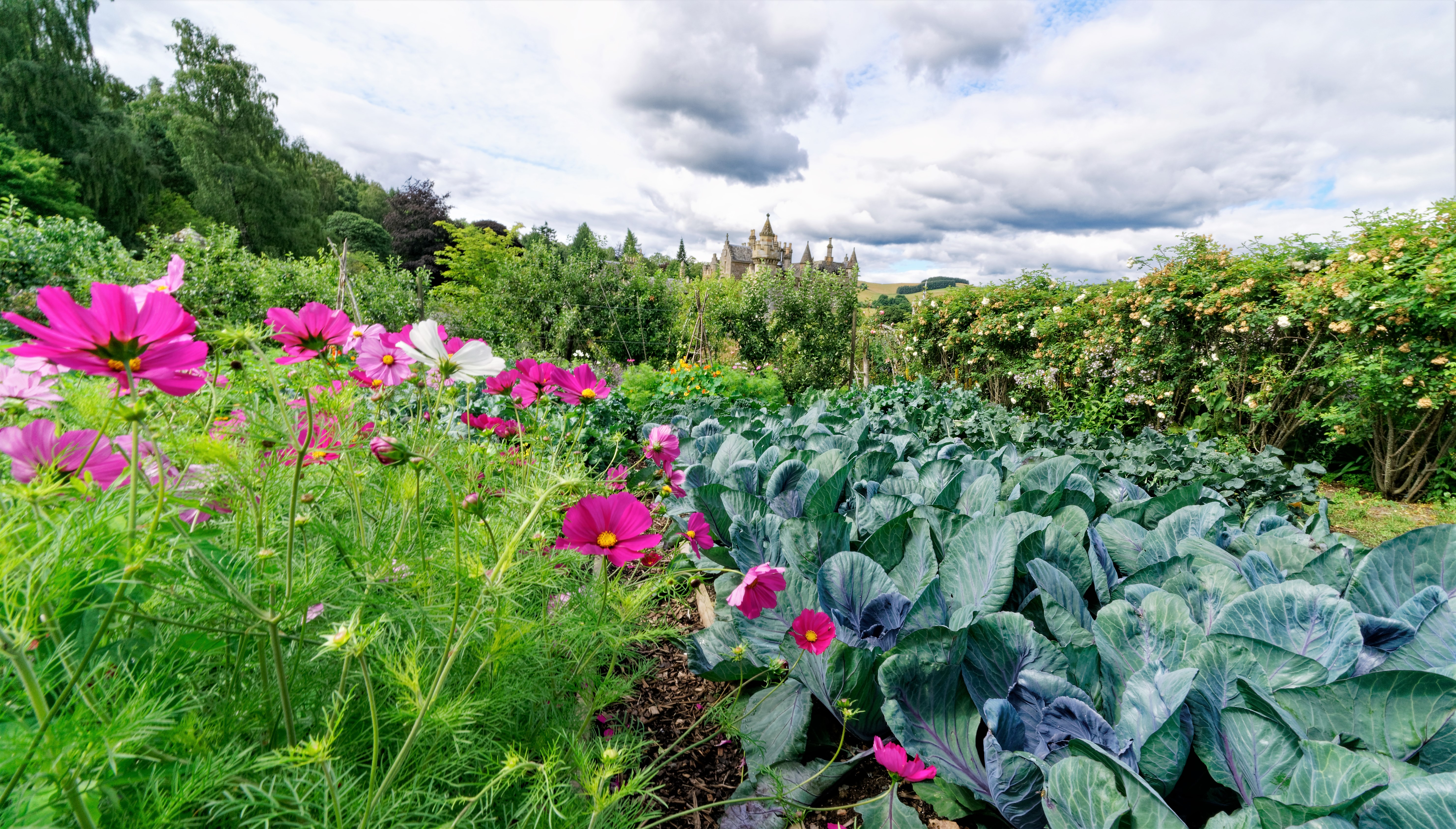

## Zitat

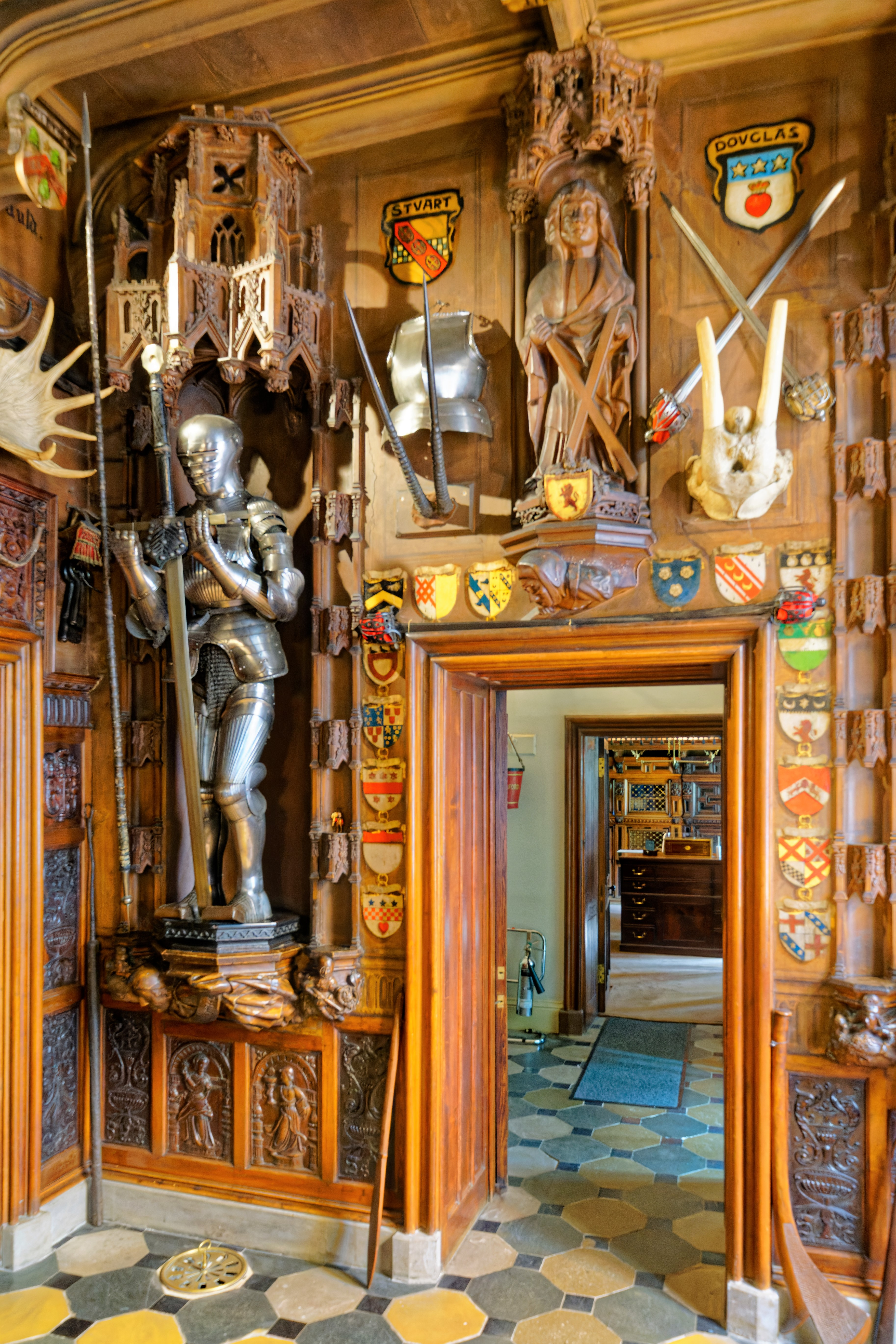
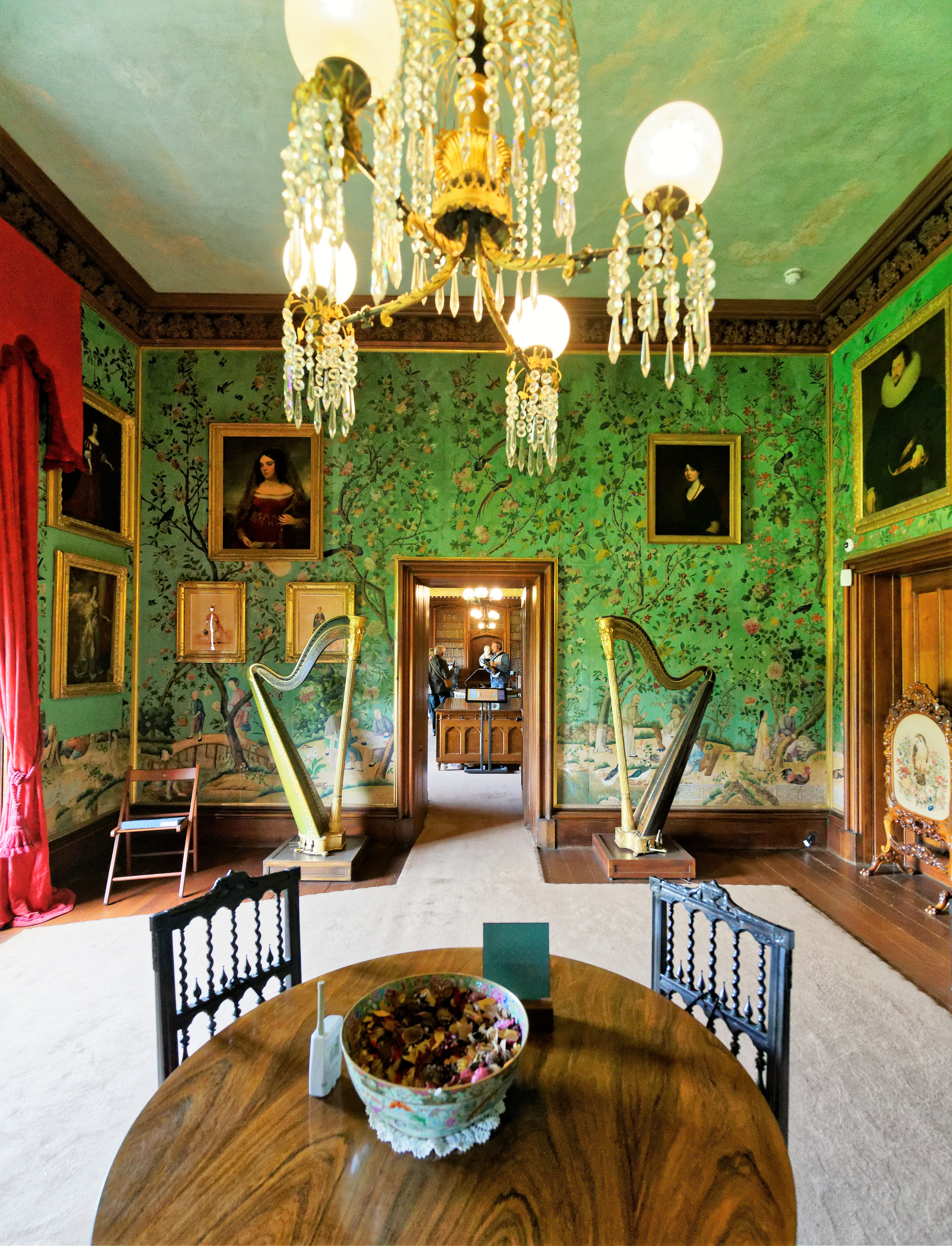
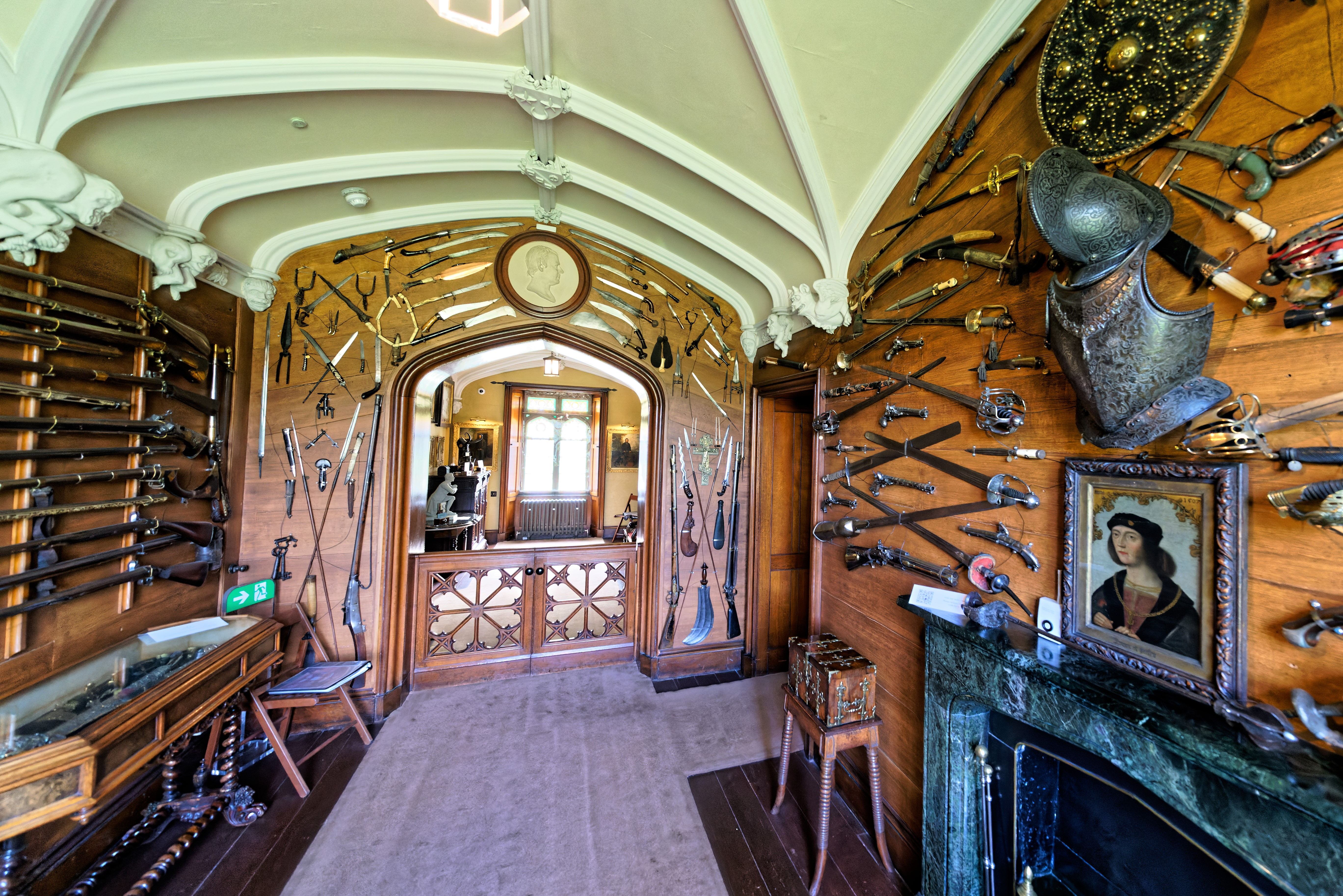

Theodor Fontane, ein Verehrer Sir Walter Scotts, besuchte Schottland 1858. Mehrfach erwähnt er Abbotsford in seinen Aufsätzen.

„[…] Der ganze Bau übernimmt wider Willen die Beweisführung, dass sich ‚eines nicht für alle schickt‘ und dass die Wiederbelebung des Vergangenen, das Ausschmücken einer modernen Schöpfung mit den reichen poetischen Details des Mittelalters auf einem Gebiete bezaubern und hinreißen und auf dem andern zu einer bloßen Schnurre und Absonderlichkeit werden kann. Diese Romanze in Stein und Mörtel nimmt sich, um in dem Vergleiche zu bleiben, den der Dichter (Scott) selbst gewollt hat, nur etwa aus, als habe er in einem seiner Schreibtischkästen hundert hübsche Stellen aus allen möglichen Balladen gesammelt, in der bestimmten Erwartung, durch Zusammenstellung solcher Bruchstücke eine eigentliche Musterromanze erzielen zu können. Es fehlt der Geistesblitz, der stark genug gewesen wäre, die widerstrebenden Elemente zu etwas Einheitlichem zusammenzuschmelzen. Wie man Gesellschaftsgedichte nach Endreimen macht, und das Papier umklappt, um völlig außer Zusammenhang mit dem zu bleiben, der vor uns seine Zeile geschrieben hat, so ist Abbotsford einem Halben Hundert Schlagwörtern zuliebe gebaut worden. Das alles soll seinem Erbauer kein Vorwurf sein; aber man bedauert allerdings, der Steinromanze gegenüber nicht den Ton der Liebe und Verehrung anschlagen zu können, an den sich die Lippen fast gewöhnt haben, wenn sie den Namen Sir Walters nennen.“

Die Sammlung Scotts
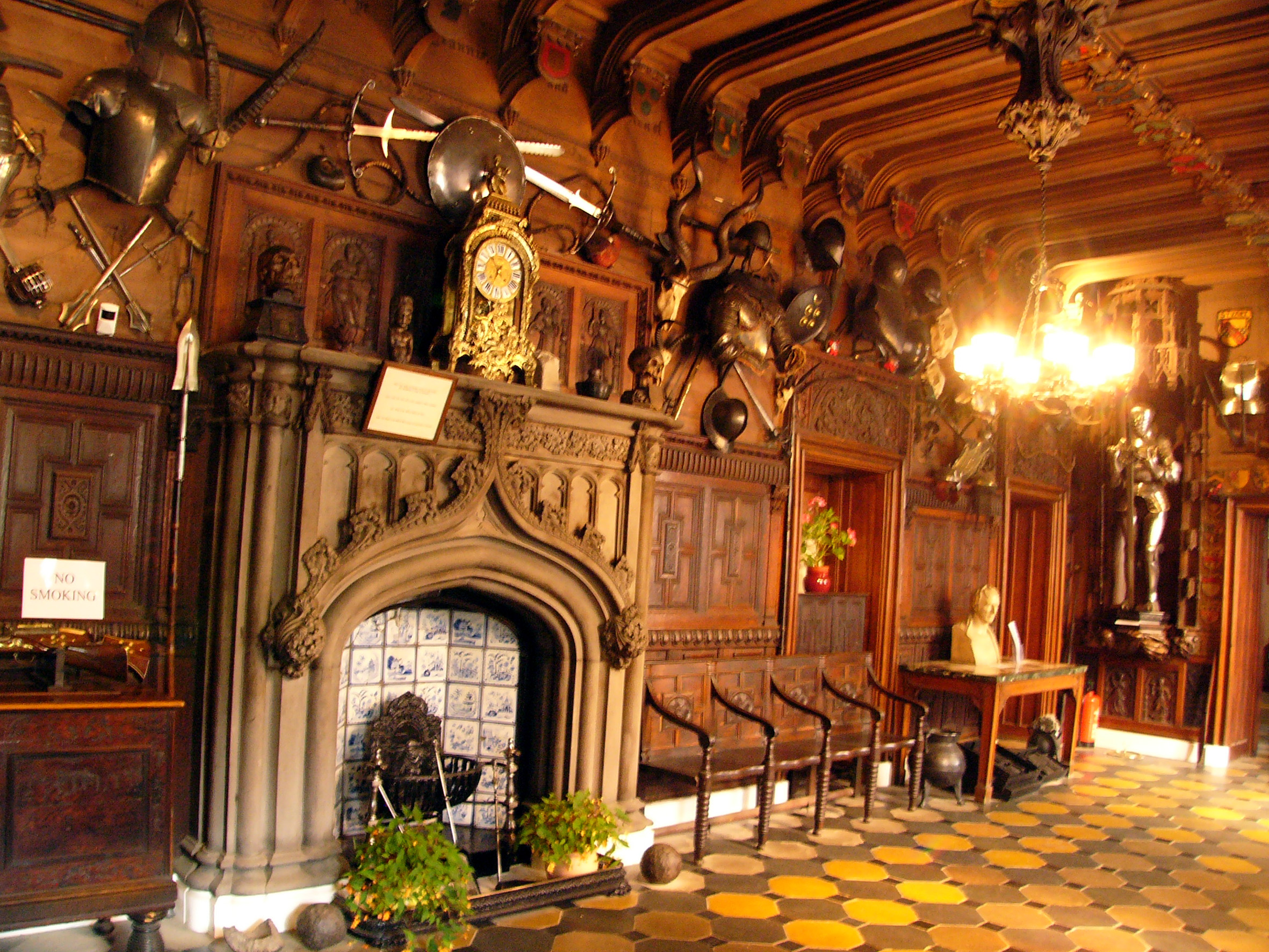
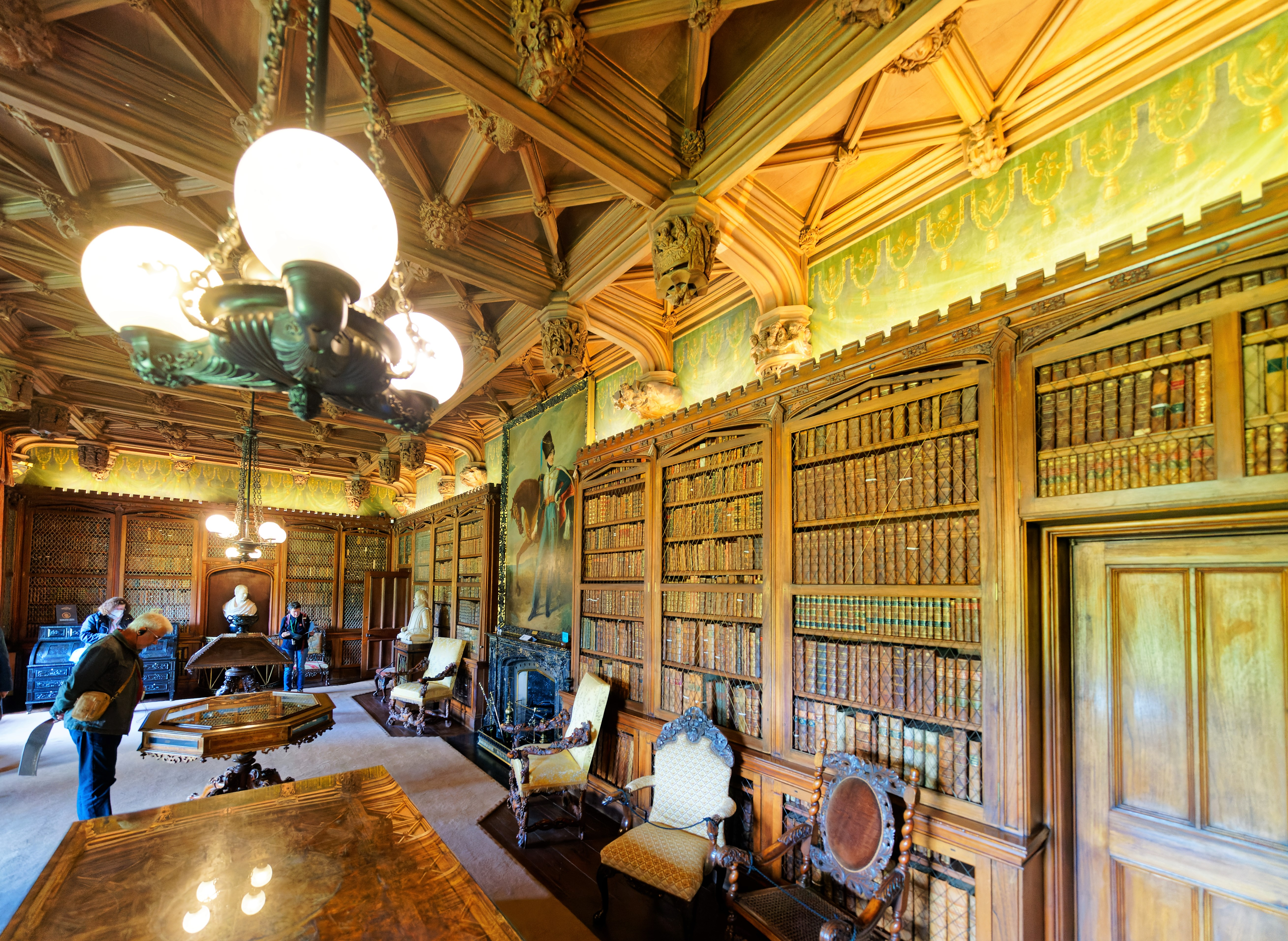
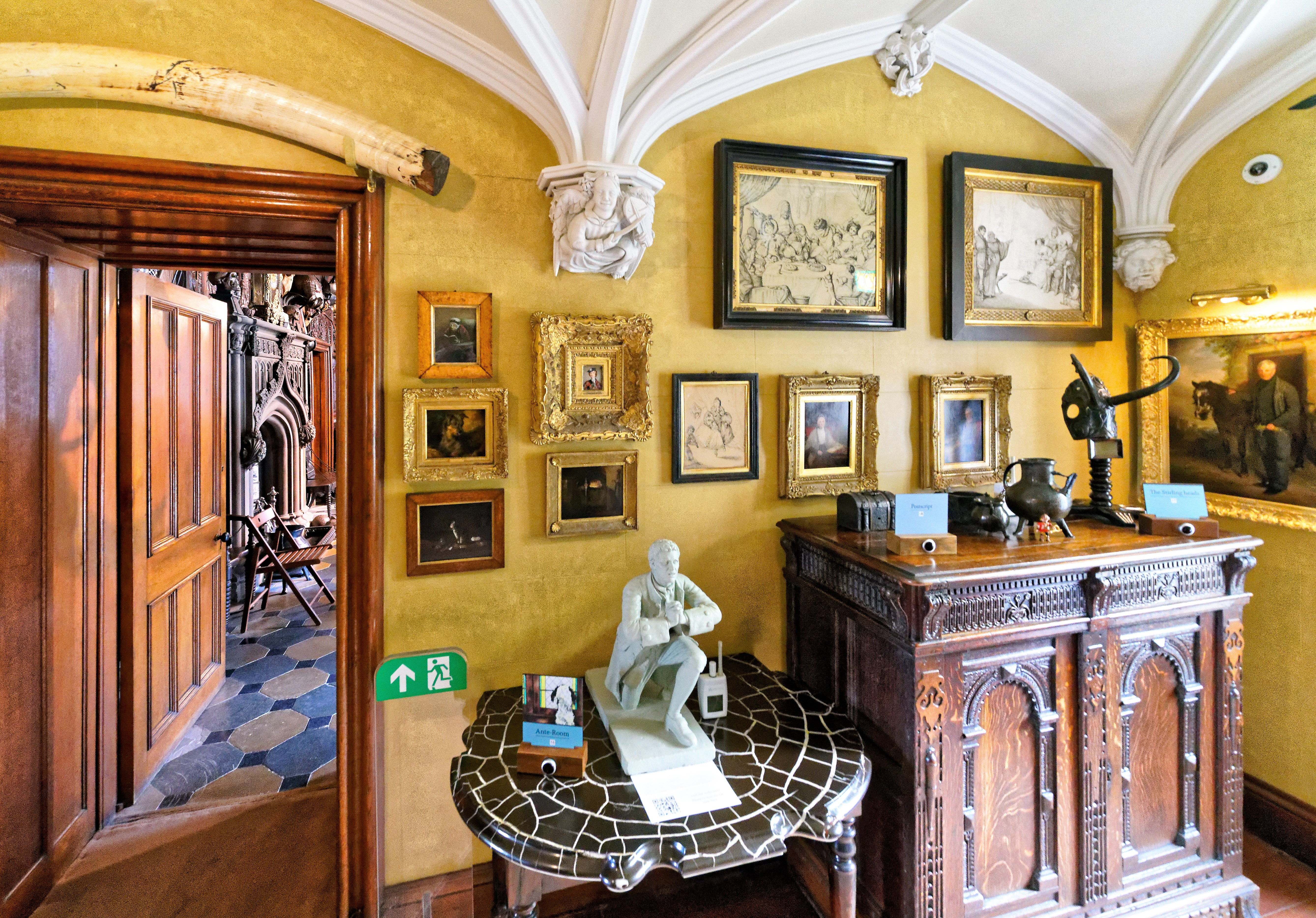